# 真珠宮ビル事件
真珠宮ビル事件（しんじゅくビルじけん）とは東京都のビルをめぐる事件。
2005年頃、新宿駅南口に近い東京都渋谷区代々木2丁目にあった雑居ビル「真珠宮ビル」北緯35度41分14.6秒 東経139度41分58.4秒の所有権を巡り、ビル管理者と山口組系暴力団の後藤組との間で起こっていたトラブルが不動産不正登記や殺人事件に発展したものである。

## 一連の事件の概要
真珠宮ビル虚偽登記事件
- 2005年（平成17年）2月28日、「菱和ライフクリエイト（現:クレアスライフ）」と「フェニックス・トラスト」がビルの売買契約を解除し、所有権を後藤組組長である後藤忠政の資産管理会社に不正に移転した事件[1][2]。

- 警視庁は2006年（平成18年）5月8日、電磁的公正証書不実記録容疑などで後藤忠政ら13人を逮捕した[3]。計5人が起訴され、3人（後藤忠政・金融業者・フェニックス・トラスト実質経営者）に有罪判決[4][5]、2人（菱和ライフクリエイト経営者・仲介者）に無罪判決が確定した[6]。

真珠宮ビル管理会社顧問刺殺事件
- 2006年（平成18年）3月5日夜、東京都港区の路上で、真珠宮ビル管理会社顧問・N（当時58歳）が背中などを刃物で刺されて殺害された。

- 2010年（平成22年）12月3日に現場から逃走する車の運転手役を担当した後藤組組員の男（事件当時28歳）が逮捕される。

- 2011年（平成23年）5月31日に東京地裁の裁判員裁判で運転手役の男に懲役13年の有罪判決が言い渡された。なお、実行犯は国外へ逃亡した（後述）。

- 2011年10月20日、良知組幹部M（後藤組元幹部）が、Nの殺害を指示したとして殺人罪の容疑で逮捕され[7]、11月10日に起訴された[8]。

- 2012年（平成24年）8月11日までにNの遺族らが六代目山口組組長・司忍ら4人に約1億8000万円の損害賠償を求める訴訟を東京地裁に提訴した[9]。

- 2012年（平成24年）10月4日、後藤忠政がNの遺族に和解金として約1億1000万円を支払い、和解が成立した[10]。

- 2013年（平成25年）3月28日、東京地裁（鹿野伸二裁判長）の裁判員裁判で良知組幹部Mに無期懲役判決が言い渡された[11]。

実行犯射殺事件
- Nの殺害の実行犯・K（事件当時43歳）は事件後、Mの支援を受けて後藤組関係者の男と共に海外へ逃亡した。これ以降のKの行動に関して、中国を経由し東南アジア諸国を転々とするルートを辿ったとみられている。2011年（平成23年）4月26日にタイ北部の山中で、Kが現地人に射殺される[12]。同行していた後藤組関係者の男は軽傷に留まったものの、不正入国が発覚し当局に拘束された。

- 2011年11月9日、警視庁組織犯罪対策4課はKを容疑者死亡のまま書類送検した[13]。

## その後
真珠宮ビルはその後取り壊されたが、上記の事情から長く買い手がつかない状態にあった。跡地は一時的にバス乗り場として使用されたが、バスタ新宿の開業に伴い廃止。2017年にようやく落札され、2019年にフードコートとして生まれ変わった。